# Milton Casco
Milton Óscar Casco (María Grande, Entre Ríos; 11 de abril de 1988) es un futbolista argentino que juega como lateral en el Club Atlético River Plate de la Primera División de Argentina.

## Trayectoria
Milton Casco nació el 11 de abril de 1988 en María Grande, Provincia de Entre Ríos, Argentina. Se inició en la práctica del fútbol en la escuela de fútbol del Club Atlético María Grande, entidad que milita en la Liga de Fútbol de Paraná Campaña. A sus 11 años tuvo un paso fugaz por el Club Villa Cassini  de Capitán Bermúdez, Santa Fe. En categoría Sub-15 fue goleador del torneo liguista, consagrándose subcampeón en dicha división en 2003. Un año después dio el salto y pasó a jugar en primera división del Club Atlético María Grande, llegando a disputar cuartos de final del torneo liguista ante Atlético Hernandarias.
En 2009 debutó en Gimnasia y Esgrima La Plata, donde tuvo buenos rendimientos en ambos laterales de la defensa.
En septiembre de 2012 fue transferido a Newell's Old Boys de Rosario. Logró ser campeón del Torneo Final 2013 de la mano del entrenador Gerardo Martino y llegar a la semifinal de la Copa Libertadores 2013. Fue observado por clubes grandes del fútbol argentino y por clubes europeos debido a sus muy buenas actuaciones.
En el mercado de pases de mitad de año de 2015 estuvo cerca de pasar al Olympique de Marsella que dirigía Marcelo Bielsa, pero ante el alejamiento del "Loco" siguió en Newell's.
En 2015 fue transferido a River Plate. Realizó su debut oficial con la banda el 13 de septiembre de ese mismo año en el Superclásico frente a Boca Juniors.
En julio de 2018 se ganó la titularidad en el conjunto millonario debido a la salida de Marcelo Saracchi, en donde se consagró campeón de la Copa Libertadores 2018 y disputó además la Copa Mundial de Clubes de la FIFA 2018, en la cual River quedó tercero. Luego disputó la Recopa 2019 en la cual el millonario perdió por 1:0 la ida y ganó por 3:0 en la vuelta, venciendo así por 3:1 a Athletico Paranaense en el global.
Desde 2019, Milton Casco ha asumido la cinta de capitán del millonario en diversas ocasiones, mostrando su liderazgo y experiencia en el equipo. Su rol en el equipo ha sido clave, tanto en defensa como en la salida de balón, lo que lo ha convertido en uno de los referentes del plantel.

## Selección nacional

#### Selección mayor
Hizo su debut en un partido amistoso frente a Bolivia el 6 de junio de 2015, durante el segundo tiempo. El amistoso, previo a la Copa América 2015, finalizó 5 a 0 a favor de Argentina.
Fue convocado el 11 de mayo de 2015 por el entrenador de Argentina, Gerardo Martino, para la Copa América 2015 en Chile que se jugó desde el 11 de junio al 4 de julio, pero no jugó ningún partido, proclamándose subcampeón.
El 27 de mayo de 2019 fue convocado por Lionel Scaloni para disputar la Copa América 2019 disputada en Brasil. Milton participó en un partido y la selección alcanzó el tercer puesto.
El 27 de abril de 2021 se confirmó que forma parte de la lista de 50 preseleccionados para disputar la Copa América 2021.

### Participaciones en Copas América
| Copa              | Sede   | Resultado    | Partidos | Goles |
| ----------------- | ------ | ------------ | -------- | ----- |
| Copa América 2015 | Chile  | Subcampeón   | 0        | 0     |
| Copa América 2019 | Brasil | Tercer lugar | 1        | 0     |

## Estadísticas

### Clubes
| Gimnasia y Esgrima de La Plata Argentina | 1.ª                 | 2009                | 2            | 0            | 0  | -  | - | -  | -  | - | -   | 2   | 0  | 0  |
| Gimnasia y Esgrima de La Plata Argentina | 1.ª                 | 2009-10             | 14           | 0            | 0  | -  | - | -  | -  | - | -   | 14  | 0  | 0  |
| Gimnasia y Esgrima de La Plata Argentina | 1.ª                 | 2010-11             | 27           | 0            | 2  | -  | - | -  | -  | - | -   | 27  | 0  | 2  |
| Gimnasia y Esgrima de La Plata Argentina | 2.ª                 | 2011-12             | 31           | 0            | 4  | 0  | 0 | 0  | -  | - | -   | 31  | 0  | 4  |
| Gimnasia y Esgrima de La Plata Argentina | Total club          | Total club          | 74           | 0            | 6  | 0  | 0 | 0  | -  | - | -   | 74  | 0  | 6  |
| C. A. Newell's Old Boys Argentina | 1.ª                 | 2012-13             | 21           | 3            | 2  | 1  | 0 | 0  | 12 | 2 | 1   | 34  | 5  | 3  |
| C. A. Newell's Old Boys Argentina | 1.ª                 | 2013-14             | 33           | 3            | 4  | 1  | 0 | 0  | 6  | 1 | 2   | 40  | 4  | 6  |
| C. A. Newell's Old Boys Argentina | 1.ª                 | 2014                | 11           | 0            | 0  | 0  | 0 | 0  | -  | - | -   | 11  | 0  | 0  |
| C. A. Newell's Old Boys Argentina | 1.ª                 | 2015                | 17           | 0            | 1  | 1  | 0 | 0  | -  | - | -   | 18  | 0  | 1  |
| C. A. Newell's Old Boys Argentina | Total club          | Total club          | 82           | 6            | 7  | 3  | 0 | 0  | 18 | 3 | 3   | 103 | 9  | 10 |
| C. A. River Plate Argentina |                     |                     |              |              |    |    |   |    |    |   |     |     |    |    |
| 1.ª | 2015                | 5                   | 0            | 1            | -  | -  | - | 6  | 0  | 1 | 11  | 0   | 2  |    |
| 1.ª | 2016                | 9                   | 1            | 2            | 0  | 0  | 0 | 6  | 0  | 2 | 15  | 1   | 4  |    |
| 1.ª | 2016-17             | 20                  | 0            | 2            | 5  | 0  | 0 | 5  | 0  | 0 | 30  | 0   | 2  |    |
| 1.ª | 2017-18             | 12                  | 1            | 0            | 3  | 0  | 0 | 6  | 0  | 0 | 21  | 1   | 0  |    |
| 1.ª | 2018-19             | 13                  | 0            | 1            | 6  | 0  | 0 | 11 | 0  | 0 | 30  | 0   | 1  |    |
| 1.ª | 2019-20             | 19                  | 1            | 2            | 4  | 0  | 0 | 9  | 1  | 0 | 32  | 2   | 2  |    |
| 1.ª | 2020                | Inexistentes        | Inexistentes | Inexistentes | 7  | 0  | 0 | 5  | 0  | 0 | 12  | 0   | 0  |    |
| 1.ª | 2021                | 18                  | 0            | 3            | 12 | 0  | 1 | 9  | 0  | 0 | 39  | 0   | 4  |    |
| 1.ª | 2022                | 18                  | 0            | 0            | 15 | 1  | 2 | 8  | 0  | 0 | 41  | 1   | 3  |    |
| 1.ª | 2023                | 23                  | 0            | 4            | 11 | 0  | 0 | 7  | 0  | 0 | 41  | 0   | 4  |    |
| 1.ª | 2024                | 18                  | 0            | 1            | 4  | 0  | 0 | 1  | 0  | 1 | 23  | 0   | 2  |    |
| 1.ª | 2025                | 8                   | 0            | 1            | 2  | 0  | 0 | 2  | 0  | 0 | 12  | 0   | 1  |    |
| Total club | Total club          | 163                 | 3            | 17           | 69 | 1  | 3 | 75 | 1  | 4 | 307 | 5   | 24 |    |
| Total en su carrera | Total en su carrera | Total en su carrera | 319          | 9            | 30 | 72 | 1 | 3  | 93 | 4 | 7   | 484 | 14 | 41 |
| (1) Las copas nacionales se refiere a la Copa Argentina, Supercopa Argentina, Copa Superliga y Copa Diego Armando Maradona. (2) Las copas internacionales se refiere a la Copa Libertadores, Copa Sudamericana, Recopa Sudamericana, Mundial de Clubes. (3) No incluye datos de partidos amistosos ni categorías inferiores. |                     |                     |              |              |    |    |   |    |    |   |     |     |    |    |

### Selección
| \| Fecha \| Ciudad \| Local \| Resultado \| Visitante \| Competencia \| Goles \| Asist. \| \| ---------- \| -------------- \| ---------- \| --------- \| --------- \| ------------------- \| ----- \| ------ \| \| 08-06-2015 \| San Juan \| Argentina \| 5:0 \| Bolivia \| Amistoso \| 0 \| 0 \| \| 05-09-2015 \| Houston \| Argentina \| 7:0 \| Bolivia \| Amistoso \| 0 \| 1 \| \| 19-06-2019 \| Belo Horizonte \| Argentina \| 1:1 \| Paraguay \| Copa América \| 0 \| 0 \| \| Total \| \| Presencias \| 3 \| \| Goles y asistencias \| 0 \| 1 \| |                |            |           |           |                     |       |        |
| Fecha | Ciudad         | Local      | Resultado | Visitante | Competencia         | Goles | Asist. |
| 08-06-2015 | San Juan       | Argentina  | 5:0       | Bolivia   | Amistoso            | 0     | 0      |
| 05-09-2015 | Houston        | Argentina  | 7:0       | Bolivia   | Amistoso            | 0     | 1      |
| 19-06-2019 | Belo Horizonte | Argentina  | 1:1       | Paraguay  | Copa América        | 0     | 0      |
| Total |                | Presencias | 3         |           | Goles y asistencias | 0     | 1      |

### Resumen estadístico
Actualizado al último partido disputado el 10 de noviembre de 2024.
| Competición            | Partidos | Goles | Promedio | Asistencias | Promedio |
| ---------------------- | -------- | ----- | -------- | ----------- | -------- |
| Primera División       | 277      | 9     | 0,03     | 26          | 0,09     |
| Segunda División       | 31       | 0     | 0        | 4           | 0,12     |
| Copas nacionales       | 70       | 1     | 0,01     | 3           | 0,04     |
| Copa Internacionales   | 91       | 4     | 0,04     | 7           | 0,07     |
| Selección de Argentina | 3        | 0     | 0,00     | 1           | 0,33     |
| Total                  | 472      | 14    | 0,02     | 41          | 0,08     |

## Palmarés

### Campeonatos nacionales
| Título              | Equipo                  | País      | Año      |
| ------------------- | ----------------------- | --------- | -------- |
| Primera División    | C. A. Newell's Old Boys | Argentina | F - 2013 |
| Copa Argentina      | C. A. River Plate       | Argentina | 2016     |
| Copa Argentina      | C. A. River Plate       | Argentina | 2017     |
| Supercopa Argentina | C. A. River Plate       | Argentina | 2017     |
| Copa Argentina      | C. A. River Plate       | Argentina | 2019     |
| Supercopa Argentina | C. A. River Plate       | Argentina | 2019     |
| Primera División    | C. A. River Plate       | Argentina | 2021     |
| Trofeo de Campeones | C. A. River Plate       | Argentina | 2021     |
| Primera División    | C. A. River Plate       | Argentina | 2023     |
| Trofeo de Campeones | C. A. River Plate       | Argentina | 2023     |
| Supercopa Argentina | C. A. River Plate       | Argentina | 2023     |

### Campeonatos internacionales
| Título              | Equipo            | Sede         | Año  |
| ------------------- | ----------------- | ------------ | ---- |
| Recopa Sudamericana | C. A. River Plate | Buenos Aires | 2016 |
| Copa Libertadores   | C. A. River Plate | Madrid       | 2018 |
| Recopa Sudamericana | C. A. River Plate | Buenos Aires | 2019 |